# 岩崎力
岩崎 力（いわさき つとむ、1931年8月12日 - 2015年4月10日）は、日本のフランス文学者、翻訳家。東京外国語大学名誉教授。

## 経歴
1931年、山形県生まれ。1954年、東京大学教養学部フランス科を卒業し、同大学大学院人文科学研究科比較文学比較文化修士課程に進んだ。1957年、同大学大学院を修了。
卒業後は、東京外国語大学助教授となり、後に教授昇格。1966年4月28日、映画監督のジャン＝リュック・ゴダールが初来日し、日本フィルムライブラリー助成協議会は本国で公開されて間もないゴダールの新作の『男性・女性』の上映会を東京国立近代美術館で開いた。岩崎はその日に行われたインタビューや質疑応答の通訳を務めた。
1971年から1972年には、パリ第7大学講師。1986年から1988年には、パリ国際大学都市日本館館長。1994年、東京外国語大学を定年退官し、名誉教授となった。その後はプール学院大学教授として教鞭をとった。2008年にプール学院大学を退職。
2015年4月死去、同年12月6日、東京外国語大学 総合文化研究所主催により、シンポジウム「 岩崎力の仕事 - 終わりなき言葉、終わりなき生」が開催された。

## 研究内容・業績
数多くの翻訳を行い、特にフィリップ・ソレルス、マルグリット・ユルスナール、ドミニク・フェルナンデスの翻訳で知られる。

## 著作

### 著書
- 『ヴァルボワまで 現代文学へのオベリスク』(雪華社） 1985

### 翻訳
- 『フランス文明研究入門』（ジャン・ルキエ、東京日仏学院） 1956
- 『フランスの地理』（ジャン・ルキェ、東京日仏学院） 1957
- 『フランス文明史序説』（ジャン・ルキェ、造型社） 1958
- 『中国で経験したこと』（ジュール・ロワ、篠田浩一郎, 山崎庸一郎共訳、至誠堂）1966
- 『南太平洋美術』（ジャン・ギアール、新潮社〈人類の美術 6〉）1967
- 『忘却』（クロード・モーリアック、集英社）1968
- 『歴史』（クロード・シモン、白水社）1968
- 『新しい小説・新しい詩』（ジャン＝ピエール・ファイユ他、竹内書店）1969 - 季刊文芸誌『テル・ケル』第17号の「新しい文学」特集部分の全訳
- 『名づけられぬもの』（サミュエル・ベケット、中央公論社、世界の文学43）1970
- 『ビュトールとの対話』（ジョルジュ・シャルボニエ、竹内書店）1970
- 『希望』（アンドレ・マルロー、新潮社、新潮世界文学）1970、のち新潮文庫（上・下）
- 『マルセル・プルースト伝記』上・下（ジョージ・D・ペインター、筑摩書房 ）1971 - 1972、のち新装版
- 『晩餐会』（クロード・モーリアック、集英社）1973
- 『起源の小説と小説の起源』（マルト・ロベール、西永良成共訳、河出書房新社）1975
- 『オデオン通り』（アドリエンヌ・モニエ、河出書房新社）1975
  - 『オデオン通り：アドリエンヌ・モニエの書店』復刻新版 2011
- 『絵画の教え』（マルスラン・プレーネ、朝日出版社）1976
- 『アントナン・アルトー論』（スーザン・ソンタグ、コーベブックス）1976
- 『夫婦の夜の大きな叫び』（マドレーヌ・シャプサル、集英社）1978
- 『人間の言葉』（ロジェ・ガローディ、新潮社）1978
- 『通勤路』（マリー＝ルイーズ・オーモン、早川書房）1979
- 『空間と視線 西欧絵画史の原理』（ジャン・パリス、美術公論社）1979
- 『作家の仕事部屋』（ジャン＝ルイ・ド・ランビュール、中央公論社）1979
- 『ダリとの対話』（サルバドール・ダリ, アラン・ボスケ、美術公論社）1980
- 『フロイトとプルースト』（ジャック・リヴィエール、弥生書房）1981
- 『全体主義の誘惑』（ジャン＝フランソワ・ルヴェル、西永良成共訳、新潮社）1981
- 『楽しみと日々』（マルセル・プルースト、筑摩書房、プルースト全集11）1984、のち岩波文庫
- 『第二ルネサンス宣言』（アルマンド・ヴェルディリオーネ、リブロポート）1984
- 『ピカソの八面体』（ルネ・ミシャ、美術公論社）1984
- 『作家ソレルス』（ロラン・バルト、二宮正之共訳、みすず書房）1986
- 『祝祭と狂乱の日々 1920年代パリ』（ウィリアム・ワイザー、河出書房新社）1986
- 『都市ヴェネツィア 歴史紀行』（フェルナン・ブローデル、岩波書店）1986、のち岩波同時代ライブラリー
- 『バルテュス画集』（ジャン・レイマリー編、リブロポート）1989
- 『黒耀石の頭 ピカソ・仮面・変貌』（アンドレ・マルロー、みすず書房）1990
- 『屋根の上の牡牛の時代』（モーリス・サックス、リブロポート）1994
- 『私のジャン・コクトー 想像を絶する詩人の肖像』（ジャン・マレー、東京創元社）1995
- 『エリック・サティ文集』（オルネラ・ヴォルタ編、白水社）1997
- 『ふたつの旗』（リュシアン・ルバテ、国書刊行会）1997
- 『アルトーへのアプローチ』（スーザン・ソンタグ、みすず書房）1998

### フィリップ・ソレルス
- 『公園』（フィリップ・ソレルス、新潮社）1966
- 『挑戦』（フィリップ・ソレルス、第三書房）1966
- 『ドラマ』（フィリップ・ソレルス、新潮社）1967
- 『数』（フィリップ・ソレルス、新潮社）1976
- 『ニューヨークの啓示 デイヴィッド・ヘイマンとの対話』（フィリップ・ソレルス、みすず書房）1985
- 『ロダン「デッサン・エロティク」』（フィリップ・ソレルス, アラン・キリリ、西野嘉章共訳、リブロポート）1987
- 『遊び人の肖像』（フィリップ・ソレルス、朝日新聞社）1990
- 『黄金の百合』（フィリップ・ソレルス、集英社）1994
- 『ゆるぎなき心』（フィリップ・ソレルス、集英社）1994

### ヴァレリー・ラルボー
- 『バルナブースの日記』（ヴァレリー・ラルボー、現代出版社）1969
- 『罰せられざる悪徳・読書』（ヴァレリー・ラルボー、コーベブックス ）1976 / みすず書房〈みすずライブラリー〉1998
- 『幼なごころ』（ヴァレリー・ラルボー、岩波文庫）2005
- 『A・O・バルナブース全集』上・下（ヴァレリー・ラルボー、岩波文庫）2014

### マルグリット・ユルスナール
- 『黒の過程』（マルグリット・ユルスナール、白水社）1970、のち新装版 1990、のち改訳ユルスナール・セレクション2 2001、 のち新装版 2008
- 『アレクシスあるいは空しい戦いについて』（マルグリット・ユルスナール、白水社）1981
- 『とどめの一撃』（マルグリット・ユルスナール、雪華社）1985、のち岩波文庫、のち白水社、ユルスナール・セレクション3
- 『姉アンナ…』（マルグリット・ユルスナール、白水社）1987
- 『流れる水のように』（マルグリット・ユルスナール、白水社）1991、のちユルスナール・セレクション4
- 『空間の旅・時間の旅』（マルグリット・ユルスナール、共訳、白水社、ユルスナール・セレクション5）2002
- 『目を見開いて』（マルグリット・ユルスナール、聞き手マチュー・ガレー、白水社、ユルスナール・セレクション6）2002
- 『世界の迷路Ⅰ 追悼のしおり』（マルグリット・ユルスナール、白水社）2011

### ドミニック・フェルナンデス
- 『木、その根まで 精神分析と創造』（ドミニック・フェルナンデス、朝日出版社）1977
- 『薔薇色の星』（ドミニック・フェルナンデス、早川書房）1983
- 『天使の手のなかで』（ドミニック・フェルナンデス、早川書房）1985
- 『天使の饗宴 バロックのヨーロッパ、ローマからプラハまで』（ドミニック・フェルナンデス、筑摩書房）1988
- 『ガニュメデスの誘拐 同性愛文化の悲惨と栄光』（ドミニック・フェルナンデス、ブロンズ新社）1992

## 参考
- 岩崎力 紹介 みすず書房
- 岩崎力教授略歴および主な著書・訳書 /『ふらんぼー』（東京外国語大学フランス語学科論集 1994)